# Ніхард
Ніхард — загальна назва марок легованого чавуну, що застосовується для виготовлення виливків, що працюють в умовах абразивного зношування та ударного навантаження. Зносостійкий мартенситовий чавун Наприклад, з ніхарду виготовляють деякі футерувальні елементи млинів для подрібнення корисних копалин, вкладиші підшипників, лотки тощо.
Ni-Hard — це білий чавун, легований нікелем і хромом, що працює як у вологих, так і сухих середовищах. Ni-Hard — це надзвичайно зносостійкий матеріал. Використання цього типу матеріалу почалося зі стрижневих та кульових млинів.